# Redes sociais como utilidade pública
Redes sociais como utilidade pública é uma teoria que postula que os sites de redes sociais (como Facebook, Twitter, YouTube, Google, Instagram, Tumblr, Snapchat etc.) são serviços públicos essenciais que devem ser regulamentados pelo governo, de forma semelhante a como os serviços públicos de eletricidade e telefone são normalmente regulamentados pelo governo. É baseada na noção de que as plataformas de mídia social têm poder de monopólio e ampla influência social.

## Contexto

### Definições

#### Redes sociais
Redes sociais são definidas como "um grupo de aplicativos baseados na Internet que se baseiam nos fundamentos ideológicos e tecnológicos da Web 2.0 e que permitem a criação e troca de Conteúdo Gerado pelo Usuário". O Governo de Assuntos Internos da Nova Zelândia o descreve como "um conjunto de tecnologias, sites e práticas online que são usados para compartilhar opiniões, experiências e perspectivas. Fundamentalmente, é sobre a conversa. Em contraste com a mídia tradicional, a natureza das redes sociais é serem altamente interativas." Além disso, o termo "redes sociais" é descrito como "ferramentas online que permitem que as pessoas interajam e se comuniquem umas com as outras". Ao usar redes sociais, os indivíduos se tornam mais próximos e fortemente conectados do que nunca.

#### Utilidade pública
A definição tradicional do termo utilidade pública é "uma necessidade de infraestrutura para o público em geral, para a qual as condições de fornecimento são tais que o público pode não receber um serviço razoável a preços razoáveis devido ao monopólio na área." Os serviços públicos convencionais incluem água, gás natural e eletricidade. Para proteger os interesses do público, os serviços públicos são regulamentados.
Aplicar o termo utilidade pública às redes sociais implica que sites e plataformas de redes sociais, como Facebook, Google e Twitter, são necessidades públicas e, consequentemente, devem ser regulamentados pelo governo. Embora as redes sociais não sejam tão essenciais para a sobrevivência quanto os serviços públicos tradicionais, como eletricidade, água e gás natural, muitas pessoas acreditam que elas se tornaram vitais para viver em um mundo interconectado e, sem elas, seria difícil viver uma vida bem-sucedida.

#### Monopólio
Um monopólio é definido como "uma empresa que é a única vendedora de um produto ou serviço sem substitutos próximos". Um monopólio natural é quando toda a demanda dentro de um mercado relevante pode ser satisfeita com o menor custo por uma única empresa em vez de por duas ou mais, e se tal mercado contiver mais de uma empresa, a competição produzirá resultados ineficientes e as empresas "rapidamente se transformarão em uma por meio de fusões ou falhas, ou a produção continuará a consumir mais recursos do que o necessário."
Uma característica comum a muitos serviços públicos é serem monopólios naturais, o que implica que o mais alto grau de eficiência é obtido sob um único operador no mercado.

## Argumentos
Os defensores dessa teoria acreditam que os sites de mídia social já atuam como serviços públicos e, portanto, a regulamentação é necessária. Além disso, os defensores dizem que no século 21, o uso de tais sites é tão necessário para a comunicação quanto o uso de serviços públicos tradicionais como telefone, água, eletricidade e gás natural são para outros usos cotidianos. Especificamente, os defensores observam que a pesquisa do Google deve ser tratada como um serviço público e precisa ser regulamentada porque domina o mercado de mecanismos de pesquisa e nenhum site pode se dar ao luxo de ignorá-la. Existe a posição de que um site de mídia social como o Google "é uma operadora comum e deve ser regulamentado como tal (Newman 2011)." Isso é reforçado pela percepção de que as empresas de mídia social não conseguem manter plataformas justas para o discurso de maneira adequada.

### Nível individual
No nível individual, os defensores da regulamentação das mídias sociais como um serviço público acreditam que a presença na Internet usando sites de redes sociais é imperativa para participar de forma adequada no século 21 como um indivíduo e, consequentemente, esses sites são serviços públicos e precisam ser regulamentadas para garantir que os direitos constitucionais dos usuários sejam protegidos. Por exemplo, pode ser necessária regulamentação para proteger a liberdade de expressão contra riscos como censura e banimento da plataforma.
As redes sociais afetam o comportamento das pessoas. Por exemplo, elas desempenham um papel importante na definição das decisões e ações de seus usuários com relação à saúde. Isso é demonstrado em uma pesquisa do Pew Research Center, que mostrou que 72% dos adultos americanos recorreram às redes sociais para obter informações sobre saúde em 2011. Cerca de 70 por cento das pessoas com doenças crônicas também usam a plataforma para encontrar cura, diagnósticos e outras respostas de saúde. Esse desenvolvimento se torna um problema público, pois as mídias sociais têm alto risco de  fornecerem informações médicas incorretas. Além disso, os sites de mídia social também podem facilitar comportamentos prejudiciais à saúde, como fumo, uso de drogas e comportamento sexual inseguro.

### Nível de negócios
Os defensores das redes sociais como utilidade pública afirmam que os serviços de redes sociais dominam a Internet e são principalmente de propriedade de três ou quatro empresas que têm um poder incomparável para moldar a interação do usuário, e por causa desse poder, tais negócios precisam ser regulamentados como serviços de utilidade pública. Zeynep Tufekci, da Universidade da Carolina do Norte em Chapel Hill, afirma que os serviços na Internet, como Google, eBay, Facebook, Amazon.com, são todos monopólios naturais . Ela afirmou que esses serviços "se beneficiam muito das externalidades de rede ou seja,  quanto mais pessoas no serviço, mais útil ele é para todos" e, portanto, é difícil substituir o líder de mercado.

### Nível governamental
Os defensores das redes sociais como utilidade pública acreditam que o governo deve impor restrições aos sites de redes sociais, como o Google, que visam beneficiar seus rivais. Devido ao recente crescimento substancial de sites de redes sociais como o Google, os defensores afirmam que tal site "pode precisar de regulamentação de neutralidade de pesquisa modelada após regulamentação de neutralidade de rede e que uma Comissão Federal de Pesquisa pode ser necessária para impor tal regime." Danah Boyd expressa uma questão futura com a qual o governo pode ter de lidar em sua pesquisa: o Facebook está se tornando um site de mídia social internacional, especialmente prevalente no Canadá e na Europa, que são "duas regiões que adoram regulamentar seus serviços públicos". Além disso, livros recentes da pesquisadora sênior da New America Foundation, Rebecca MacKinnon, e da professora de direito Lori Andrews, aconselham a sociedade a começar a considerar o Facebook e o Google como estados-nação ou "soberanos do ciberespaço". No geral, os defensores das redes sociais como utilidade pública acreditam que, devido à imensa popularidade e necessidade dos sites de mídia social, é imperativo que o governo imponha regulamentações da mesma maneira que o faz para eletricidade, água e gás natural.

### Nível educacional
As redes sociais oferecem acesso rápido e fácil a uma grande quantidade de informações e recursos educacionais. Os alunos podem seguir páginas, grupos ou perfis relacionados aos seus interesses acadêmicos para obter acesso a conteúdo relevante e atualizado. Além disso, permitem que os alunos aprendam de forma mais informal e contínua, não apenas dentro das paredes da sala de aula. Eles podem seguir especialistas, participar de debates e acessar informações relevantes a qualquer momento, ajudando na aprendizagem ao longo da vida. Sobretudo, as plataformas digitais podem servir como um grande aliado dentro das salas de aulas.  Professores podem compartilhar recursos, artigos, vídeos e outros materiais relevantes por meio de plataformas de redes sociais. Isso permite que os alunos tenham acesso a informações atualizadas e diversificadas que complementam o conteúdo ensinado em sala de aula.

## Contra-argumentos
Os oponentes dessa teoria dizem que os sites de mídia social não devem ser tratados como serviços públicos porque essas plataformas estão mudando a cada ano e porque não são serviços essenciais para a sobrevivência como os serviços públicos comuns são, como água, gás natural e eletricidade. Além disso, os oponentes temem que impor o status de "utilidade" em um site de rede social e forçar a regulamentação pode bloquear tal site como um monopólio real, o que, consequentemente, parará a inovação e neutralizará a competição . Os oponentes apontam que, como as mídias sociais estão em constante evolução, inovação e competição são necessárias para seu crescimento.

### Nível individual
Em um nível individual, os oponentes afirmam que tratar os sites de mídia social como serviços públicos regulamentados "prejudicaria o bem-estar do consumidor porque a regulamentação dos serviços públicos tem sido tradicionalmente o arqui-inimigo da inovação e da competição". O Diretor do Centro de Pesquisa de Utilidades Públicas da Universidade da Flórida, Mark Jamison, aponta que "nossas economias efetivamente cessam sem os serviços públicos tradicionais, como eletricidade, água e gás natural, porque são utilidades que ocupam posições únicas e fornecem serviços públicos (Glaeser 1927 )" Os oponentes das redes sociais como utilidade pública afirmam que nossa economia não seria encerrada sem os sites de mídia social. Além disso, Mark Jamison traz à tona uma situação em 2009 que ilustra como os consumidores podem facilmente encontrar alternativas para sites de mídia social, como a pesquisa do Google. "Por cerca de uma hora na manhã de 31 de janeiro de 2009, os resultados de pesquisa do Google continham um erro perceptível. Durante esse período, um grande número de clientes mudou sua atividade de pesquisa para o Yahoo! e provavelmente para outros mecanismos de pesquisa (Google 2009; Vascellaro 2009)." Tal incidente mostra que, embora os sites de mídia social sejam extremamente populares, eles "não são essenciais para nossas funções sociais e econômicas como a eletricidade e a água".
Além disso, os oponentes afirmam que os sites de mídia social são relativamente novos e que os novos continuam a substituir os antigos. As pessoas estão descobrindo rapidamente novas alternativas para redes sociais. Por exemplo, os oponentes apontam que o MySpace era líder de mercado muito antes de o Facebook se tornar ativo, e se esperava que tivesse sucesso contínuo. No entanto, uma vez que a plataforma Facebook foi criada, os usuários saltaram para este novo site de mídia social e, em um curto período de tempo, o MySpace perdeu a maioria de seus usuários, foi forçado a cortar custos e, portanto, pode desaparecer em um futuro próximo. Os oponentes dizem que, devido a tais descobertas, as mídias sociais não são serviços públicos porque um serviço é considerado uma "instalação essencial" que não tem boas alternativas.

### Nível de negócios
Em um nível de negócios, os oponentes temem que se os sites de mídia social se tornarem serviços públicos, os provedores desses sites serão tratados como instalações vitais e tal situação "ameaça converter as previsões de" monopólio natural "em uma profecia autorrealizável". Além disso, os oponentes das mídias sociais como utilidade pública acreditam que aqueles que defendem a regulamentação de sites de mídia social como o Google "não dão o peso adequado às mudanças que ocorrem constantemente no negócio de pesquisa, as formas como os rivais se beneficiam dos investimentos do Google, o impactos negativos de forçar o Google a revelar seus algoritmos de busca e o efeito sufocante da regulamentação sobre a inovação." Além disso, esses oponentes afirmam que, como esses sites e mercados estão em constante evolução, a regulamentação seria, consequentemente, cara. Especificamente, Mark Jamison aponta que a regulamentação do Google seria cara tanto em termos de custos administrativos quanto em termos de atrasos na inovação que a regulamentação causaria. Os oponentes a essa teoria também dizem que a regulamentação econômica dos sites de mídia social pode diminuir o investimento e, consequentemente, prejudicar clientes e rivais. Por exemplo, se um site de mídia social como a pesquisa do Google fosse regulamentado, isso poderia "resultar em pelo menos uma divulgação pública parcial dos algoritmos de pesquisa do Google, o que permitiria que outras empresas se comportassem estrategicamente para melhorar suas classificações de pesquisa sem beneficiar os consumidores". Além disso, as redes sociais estão em constante evolução e, por isso, apesar da enorme base de usuários de sites como Facebook e Google, os oponentes acreditam que o desaparecimento dessas empresas está a "apenas uma obra-prima de software" de distância. Empresas tradicionais classificadas como concessionárias de serviços públicos, como empresas de água e eletricidade, detêm o monopólio de seus serviços, tornando-as insubstituíveis, e os oponentes afirmam que esse não é o caso dos sites de mídia social.

### Nível governamental
Os oponentes a essa teoria acreditam que impor o status de utilidade pública em redes sociais causaria regulamentação governamental, o que poderia resultar em uma mudança injusta para empresas e indivíduos. Um exemplo sugerido por tais oponentes é o temor de que esses sites passem a cobrar uma taxa para se adequar às novas regras impostas pelo governo. Mark Jamison aponta em sua pesquisa que os padrões impostos pelo governo para a apresentação de resultados de pesquisa do Google impediriam a inovação ", como aconteceu nas telecomunicações, a supervisão do governo foi imposta com a intenção de proteger as rivais das empresas de telefonia; em vez disso, atrasou o progresso tecnológico e diminuiu a inovação (Prieger 2002)." De acordo com Adam Thierer, da George Mason University, "as redes sociais estão fundamentalmente ligadas à produção e disseminação da fala e da expressão. Os valores da Primeira Emenda estão em jogo, garantindo um escrutínio constitucional intensificado das propostas de regulamentação". Thierer e outros oponentes das redes sociais como utilidade pública acreditam que os provedores de sites de mídia social devem ter o direito de decidir como suas próprias plataformas são configuradas junto com o conteúdo que pode aparecer nelas, e que o governo não deve forçar tal restrições causadas pela regulamentação.